# Maslenický most (silniční)
Maslenický most (chorvatsky Maslenički most) je silniční ocelový obloukový most na Jadranské magistrále v Chorvatsku v Zadarské župě. Most je dlouhý 315,30 metru a široký 10,50 m. Most je tvořen obloukem o rozpětí 155 m a vzepětí oblouku činí 41,45 m, mostovka je ortotropní (složená z příčníků a podélníků) a tvoří ji spřažená ocelobetonová deska tloušťky 250 mm.

## Výstavba
Původní most byl postaven v roce 1961, ale během války v Jugoslávii byl dne 21. listopadu 1991 zničen nedlouho poté, co byl podminován. Bylo třeba vystavět nový most, protože všechny komunikace spojující Dalmácii se zbytkem země byly přerušeny a obsazeny srbskými ozbrojenci. Nový most musel být zbudován asi 1,5 km severně od starého, nakolik se v blízkosti Novské úžiny nacházely jednotky srbských povstalců.
Jelikož se nový most stal v roce 2003 součástí dálnice A1, byl starý most obnoven a zprovozněn v roce 2005.
Z mostu se skáče bungee jumping.[zdroj?]